# Benz Parsifal
Benz Parsifal — легковой автомобиль, разработанный немецкой компанией Benz & Cie. в 1902 году и выпускавшийся до 1905 года. Модельный ряд серии был представлен несколькими вариантами с тремя силовыми агрегатами: одноцилиндровым (8 PS), двухцилиндровыми и четырёхцилиндровыми двигателями мощностью от 8 до 35 лошадиных сил.

## История
В начале 1900-х годов компания Benz & Cie. из Мангейма столкнулась с трудностями, связанными с пониженными показателями продаж, частично вызванными успехами автомобиля Mercedes. Юлиус Ганс, коммерческий директор компании, настоятельно рекомендовал совету модернизировать ассортимент продукции. С этой целью были приглашены французский дизайнер Мариус Барбару, тогдашний главный дизайнер компании Clément-Barbarou, и его ближайшие коллеги. Кроме того, помимо «французского конструкторского бюро», которое уже привезло с собой некоторые почти завершённые проекты, работу над новым транспортным средством вёл и местный конструкторский отдел во главе с Георгом Дилем и Фритцем Эрлом.
Тем не менее, ни один из двух конкурирующих отделов не смог заявить о себе: новая серия моделей, выпущенная в начале 1903 года под названием «Parsifal», была создана благодаря сочетанию дизайна проектов обоих конструкторских бюро. Прототип новой модели был представлен в декабре 1902 года на Парижском автосалоне. Модельный ряд серии состоял из трёх 2-цилиндровых моделей с карданным приводом (8, 10 и 12 л. с.), а также 4-цилиндровый силовой агрегат мощностью 16 л. с. с цепным приводом. В 1904 году модельный ряд был пересмотрен заново. Благодаря внедрению нового транспортного средства и испытанию временем компания Benz & Cie. испытывала финансовый подъём, позволивший компании снова поднять свой уровень в области быстро прогрессирующих автомобильных технологий.
Производство серии было окончено в 1905 году, когда её заменили на Benz 18 PS, 28/30 PS и 35/40 PS. Всего за время выпуска было собрано около 600 автомобилей.